# Province dell'antico Giappone

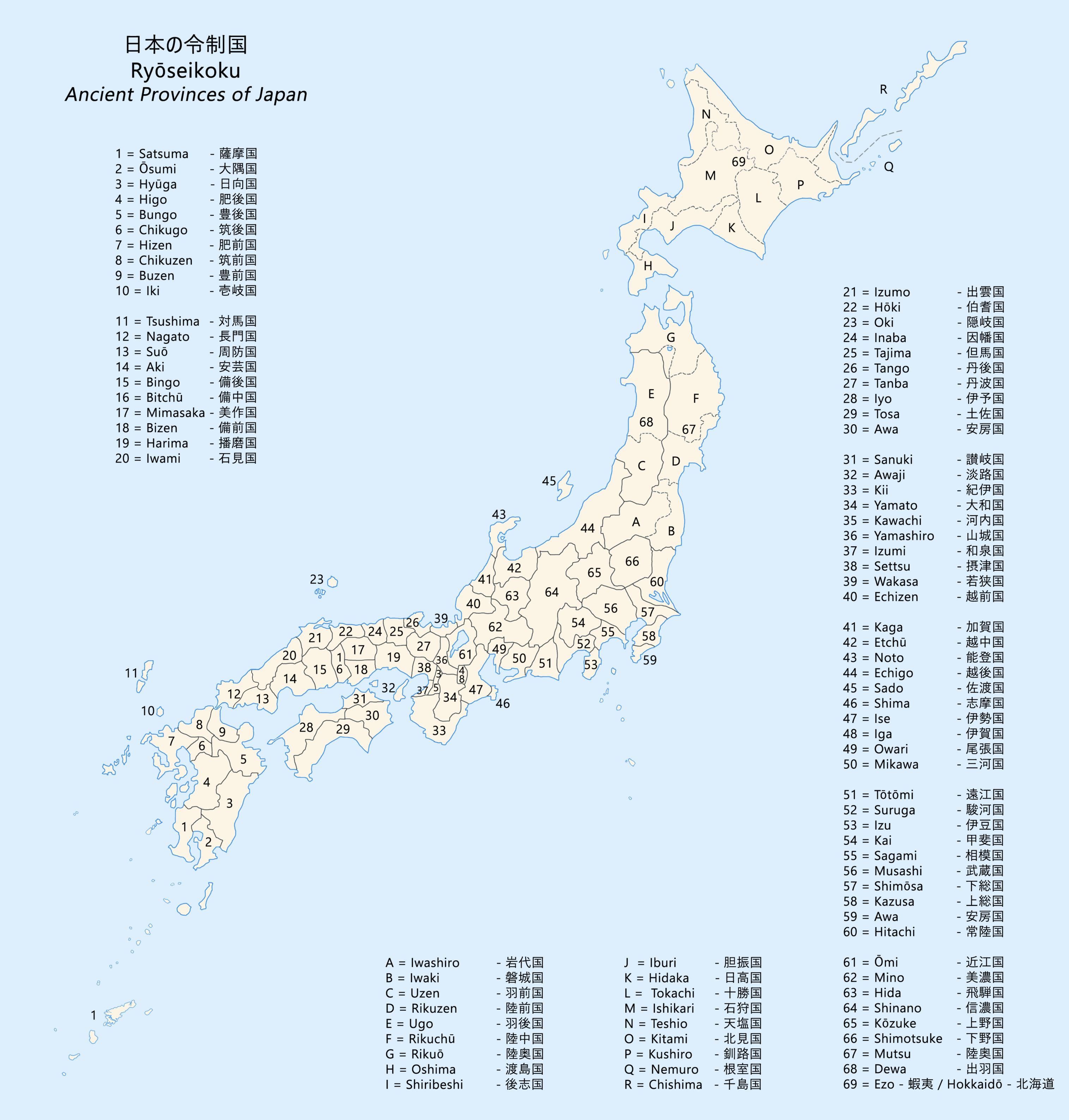
Le antiche province del Giappone fino al 1868

Prima che fosse stabilito il sistema moderno delle prefetture, il Giappone era diviso in decine di kuni (国, paesi). Per riferirsi ad esse viene utilizzato il termine occidentale province. Ogni provincia era divisa in gun o ancora prima in kōri (郡, contee). 
Le province vennero originariamente stabilite sia come unità amministrative, che come regioni geografiche. Durante il periodo Asuka (538–710 d.C.) il Giappone fu organizzato nel sistema denominato gokishichidō (五畿七道?, "cinque provincie e sette circuiti"). Nel tardo periodo Muromachi, le loro funzioni come unità amministrative vennero gradatamente soppiantate dai domini dei daimyō sengoku. Sotto il governo di Toyotomi Hideyoshi, le province come unità amministrative vennero totalmente rimpiazzate con i feudi dei daimyo. Nel periodo Edo i feudi divennero conosciuti come han. Le province restarono come unità geografica e le persone si riferivano spesso ad un luogo indicandolo con la coppia provincia/han.
Durante la restaurazione Meiji gli han vennero legittimati come unità amministrative ma furono rapidamente rimpiazzati dai fu (prefetture urbane) e ken (prefetture rurali). Allo stesso tempo le province come parte del sistema di indirizzi non furono abolite, ma al contrario aumentate. Alla data del 1871 il numero di prefetture era di 304, mentre quello delle province era di 68, senza includere l'Hokkaidō e la provincia di Ryūkyū. I confini tra le molte prefetture erano non solo molto complicati, ma non corrispondevano a quelli delle province. Le prefetture furono gradualmente fuse fino a ridurre il loro numero a 37 nel 1881; alcune di queste furono allora nuovamente divise portando il totale a 45 nel 1885. L'aggiunta delle prefetture dell'Hokkaidō e di Okinawa portarono al totale corrente di 47 prefetture.
Fino ad oggi (2005) non è stato emesso alcuno ordine ufficiale che abolisca le province. Nonostante ciò sono oggi considerate obsolete. Comunque i loro nomi sono ancora spesso usati come parte dei nomi di luoghi naturali, di compagnie e di marchi. All'inizio del 2000 il governatore della prefettura di Nagano ha proposto di rinominare la sua prefettura come "Shinshu" (un nome derivato dalla provincia di Shinano).
Le province sono classificate in kinai (con la capitale), ed in sette o otto do (circuiti). Notate comunque che i do in questo contesto non devono essere confusi con le moderne linee di traffico come il Tōkaidō da Tokyo a Kyōto o Kōbe. Inoltre l''Hokkaidō in questo contesto non deve essere confuso con la prefettura di Hokkaidō, sebbene queste due entità si sovrappongano geograficamente.

## Inizio VIII secolo
- Kinai 畿内　 (Capitale-dentro)
  - Yamato 大和国 (antica sede imperiale) (scritta come 倭国 nei tempi antichi fino al regno di Genmei Tennō, che stabilì la prima capitale permanente del Giappone a Nara nel 710)
  - Kawachi　河内国
  - Settsu　摂津国
  - Yamashiro　山城国 (anticamente scritta anche come 山背国 o 山代国; è la provincia in cui si trova Kyōto)
- Tōsandō 東山道　 (Strada orientale della montagna)
  - Ōmi　近江国 (letteralmente "(Vicino) al mare d'acqua dolce", vedi Lago Biwako)
  - Mino　美濃国
  - Hida　飛騨国
  - Shinano　信濃国
  - Kozuke 上野国 (letteralmente "Keno Superiore" parte dell'antica provincia di Keno)
  - Musashi　武蔵国
  - Shimotsuke 下野国 (letteralmente "Keno Inferiore" parte dell'antica provincia di Keno)
  - Mutsu 陸奥国 (detta anche Michinoku　陸奥（みちのく）, letteralmente "Recesso Oscuro di Terra")
- Tōkaidō 東海道 (Strada Orientale del Mare)
  - Iga　伊賀国
  - Ise　伊勢国
  - Shima　志摩国
  - Owari　尾張国
  - Mikawa　三河国
  - Totomi 遠江国 (Letteralmente "Mare d'acqua dolce distante", vedi Lago Hamanako)
  - Suruga　駿河国
  - Izu　伊豆国
  - Kai　甲斐国
  - Sagami　相模国
  - Kazusa 上総国 (Letteralmente "Fusa Superiore", parte dell'antica provincia di Fusa)
  - Shimōsa 下総国 (Letteralmente "Fusa Inferiore", parte dell'antica provincia di Fusa)
  - Hitachi 常陸国 (letteralmente "Sorgere del Sole", cioè. /hi-tachi/, implicando la fine dell'oriente, ma l'ideogramma cinese usato per scrivere il nome significa in realtà "Sempre-Terra", cioè /hita-chi/)
- Hokurikudō 北陸道 (Strada Settentrionale della Terra)
  - Wakasa　若狭国
  - Echizen 越前国 (parte dell'antica provincia di Koshi)
  - Etchū 越中国 (parte dell'antica provincia di Koshi)
  - Echigo 越後国 (parte dell'antica provincia di Koshi)
  - Sado　佐渡国 (la più grande isola nel Mare del Giappone, situata a nordovest della città di Niigata)
- San'indō 山陰道 (Strada Posteriore della Montagna)
  - Tanba　丹波国
  - Tajima　但馬国
  - Inaba　因幡国
  - Hoki　伯耆国
  - Izumo　出雲国
  - Iwami　石見国
  - Oki　隠岐国 (un gruppo di diverse isole nel Mare del Giappone a nord della prefettura di Shimano
- San'yōdō 山陽道 (Strada Frontale della Montagna)
  - Harima　播磨国
  - Bizen 備前国 (parte dell'antica provincia di Kibi)
  - Bitchū 備中国 (parte dell'antica provincia di Kibi)
  - Bingo 備後国 (parte dell'antica provincia di Kibi)
  - Aki　安芸国
  - Suo　周防国
  - Nagato　長門国
- Nankaidō 南海道　 (Strada meridionale del mare)
  - Kii 紀伊国 (chiamata anche Ki)
  - Awaji 淡路国 (letteralmente Sentiero alla Provincia di Awa; l'isola maggiore nel mare interno di Seto, situata tra la penisola di Kii nell'Honshu ad oriente e l'isola di Shikoku ad occidente)
  - Awa　阿波国
  - Sanuki　讃岐国
  - Iyo　伊予国
  - Tosa　土佐国
- Saikaidō 西海道　 (Strada Occidentale del Mare)
  - Chikuzen　筑前国 (si staccò dalla provincia di Tsukushi (筑紫国) fino alla fine del VII secolo)
  - Chikugo　筑後国 8si staccò dalla provincia di Tsukushi (筑紫国) fino alla fine del VII secolo)
  - Buzen 豊前国　 (parte dell'antica provincia di Toyo)
  - Bungo 豊後国　 (parte dell'antica provincia di Toyo Province)
  - Hizen 肥前国　 (parte dell'antica provincia di Hi Province)
  - Higo 肥後国　 (parte dell'antica provincia di Hi Province)
  - Hyūga　日向国
  - Osumi 大隅国　 (dal 713, scorporata da Hyuga)
  - Tane 多褹国 (provincia composta da isole vicine a Kyushu)
  - Satsuma　薩摩国
  - Iki 壱岐国　 (un'isola nella regione di Genkai-Nada del Mar del Giappone a nord di)
  - Tsushima 対馬国　 (una coppia di isole tra il Giappone e la Corea, che separano lo stretto di Corea dallo Stretto di Tsushima)

## Dall'inizio del IX secolo fino alla restaurazione Meiji
- Kinai (Capitale-dentro)
  - Yamashiro (allora seggio imperiale)
  - Yamato
  - Kawachi
  - Izumi (dal 757, divisa da Kawachi)
  - Settsu
- Tosando (Strada Orientale della Montagna)
  - Omi
  - Mino
  - Hida
  - Shinano
  - (Musashi venne trasferita al Tokaido)
  - Kozuke
  - Shimotsuke
  - Mutsu
  - Dewa (dal 713, divisa da Echigo e Mutsu)
- Tokaido (Strada Orientale del mare)
  - Iga
  - Shima
  - Ise
  - Owari
  - Mikawa
  - Totomi
  - Suruga
  - Izu
  - Kai
  - Sagami
  - Musashi (dal 771, trasferita da Tosando)
  - Awa (dal 781, divisa da Kazusa)
  - Kazusa
  - Shimo-Usa
  - Hitachi
- Hokurikudo (Strada Settentrionale della Terra)
  - Wakasa
  - Echizen
  - Kaga (dal 757, divisa da Echizen)
  - Noto (dall'823, divisa da Etchu)
  - Etchu
  - Echigo
  - Sado

- San'indo (Strada Posteriore della Montagna)
  - Tamba
  - Tango (dal 713, divisa da Tamba)
  - Tajima
  - Inaba
  - Hoki
  - Izumo
  - Iwami
  - Oki
- San'yodo (Strada Frontale della Montagna)
  - Harima
  - Mimasaka
  - Bizen
  - Bicchū
  - Bingo
  - Aki
  - Suo
  - Nagato
- Nankaido (Strada Meridionale del Mare)
  - Kii
  - Awaji
  - Awa
  - Sanuki
  - Iyo
  - Tosa
- Saikaido (Strada Occidentale del Mare)
  - Chikuzen
  - Chikugo
  - Buzen
  - Bungo
  - Hizen
  - Higo
  - Hyuga
  - Osumi
  - Tane (nell'824 venne incorporata nella Provincia di Osumi)
  - Satsuma
  - Iki
  - Tsushima

## Dopo la restaurazione Meiji (1868)
- Kinai (Capitale-dentro)
  - Yamashiro
  - Yamato
  - Kawachi
  - Izumi
  - Settsu
- Tosando (Strada Orientale della Montagna)
  - Omi
  - Mino
  - Hida
  - Shinano
  - Kozuke
  - Shimotsuke
  - (Mutsu viene divisa in cinque)
  - Mutsu
  - Rikuchu (divisa da Mutsu)
  - Rikuzen (divisa da Mutsu)
  - Iwaki (divisa da Mutsu)
  - Iwashiro (divisa da Mutsu)
  - (Dewa viene divisa in cinque)
  - Uzen (divisa da Dewa)
  - Ugo (divisa da Dewa)
- Tokaido (Strada Orientale del Mare)
  - Iga
  - Shima
  - Ise
  - Owari
  - Mikawa
  - Totomi
  - Suruga
  - Izu
  - Kai
  - Sagami
  - Musashi
  - Awa
  - Kazusa
  - Shimosa
  - Hitachi
- Hokurikudo (Strada Settentrionale della Terra)
  - Wakasa
  - Echizen
  - Kaga
  - Noto
  - Etchu
  - Echigo
  - Sado

- San'indo (Strada Posteriore della Montagna)
  - Tamba
  - Tango
  - Tajima
  - Inaba
  - Hoki
  - Izumo
  - Iwami
  - Oki
- San'yodo (Strada Frontale della Montagna)
  - Harima
  - Mimasaka
  - Bizen
  - Bicchū
  - Bingo
  - Aki
  - Suo
  - Nagato
- Nankaido (Strada Meridionale del Mare)
  - Kii
  - Awaji
  - Awa
  - Sanuki
  - Iyo
  - Tosa
- Saikaido (Strada Occidentale del Mare)
  - Chikuzen
  - Chikugo
  - Buzen
  - Bungo
  - Hizen
  - Higo
  - Hyuga
  - Osumi
  - Satsuma
  - Iki
  - Tsushima
  - Ryukyu (regione precedentemente non registrata)
- Hokkaidō (Strada Settentrionale del Mare)
  - Oshima (regione precedentemente non registrata)
  - Shiribeshi (regione precedentemente non registrata)
  - Iburi (regione precedentemente non registrata)
  - Ishikari (regione precedentemente non registrata)
  - Teshio (regione precedentemente non registrata)
  - Kitami (regione precedentemente non registrata)
  - Hidaka (regione precedentemente non registrata)
  - Tokachi (regione precedentemente non registrata)
  - Kushiro (regione precedentemente non registrata)
  - Nemuro (regione precedentemente non registrata)
  - Chishima (regione precedentemente non registrata)

## Alcuni brevi periodi
- Chichibu (in qualche momento prima del 645, fusa con Musashi)
- Aizu (in qualche momento prima del 645, fusa con Mutsu)
- Ho (in qualche momento prima del 645, fusa con Mikawa)
- Shinaga (in qualche momento prima del 645, fusa con Sagami)
- Izumi Gen (da circa il 716 fino a circa il 738, divisa da Kawachi)
- Yoshino Gen (da circa il 716 fino a circa il 738, divisa da Yamato)
- Suwa (da circa il 721 fino a circa il 738, divisa da Shinano)
- Iwaki (da circa il 718 fino a circa il 724, divisa da Mutsu)
- Iwase (da circa il 718 fino a circa il 724, divisa da Mutsu)

## Oggi
Con l'abolizione del sistema han nel 1871 il Giappone si è dotato di nuovi enti territoriali che hanno preso il posto delle vecchie province; queste però non sono state esplicitamente abolite per legge: teoricamente sono quindi ancora attive, ma nella pratica hanno ormai solo un valore e interesse storico.